# Agencia Espacial de Israel

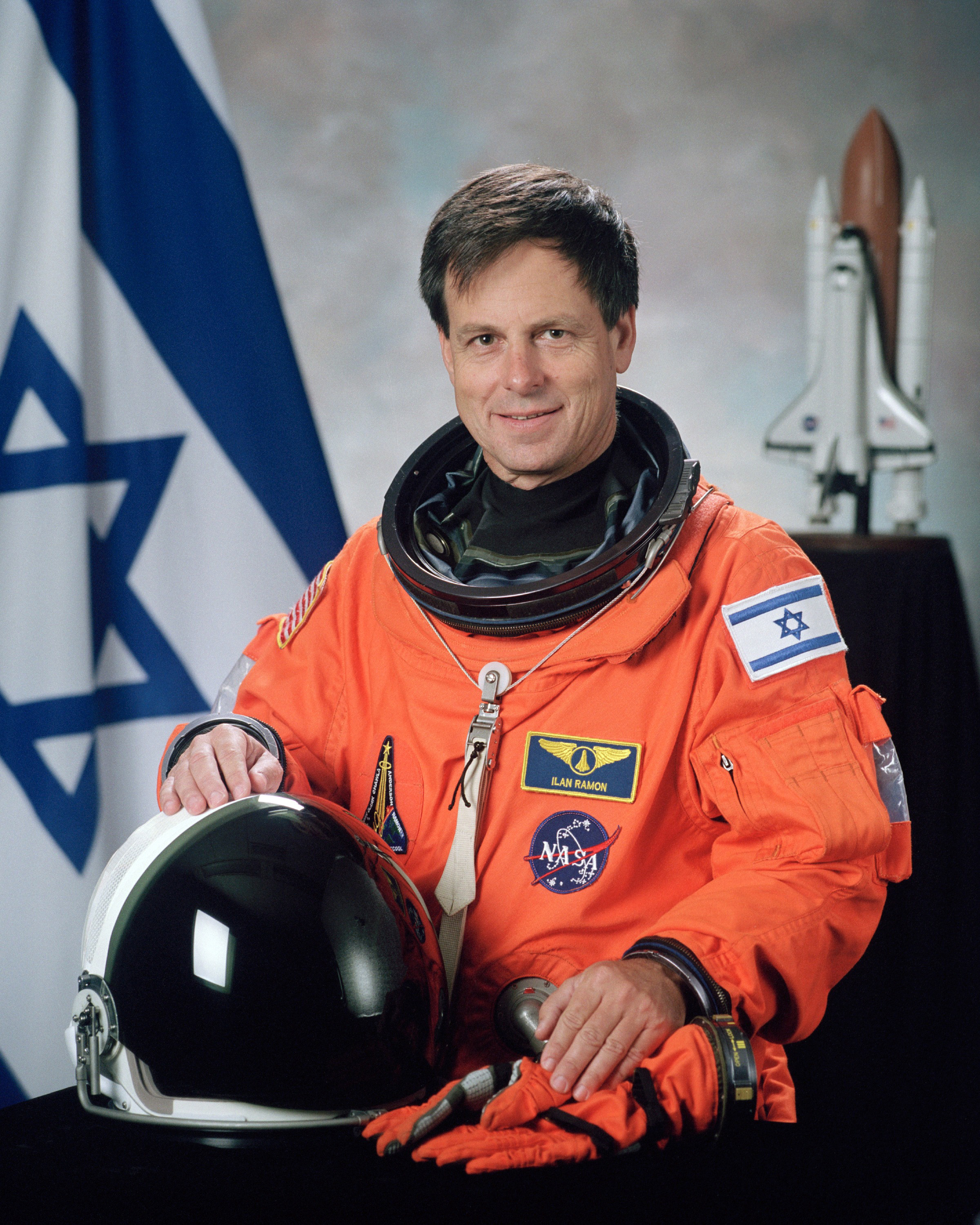
Ilan Ramon.

La Agencia Espacial de Israel (ISA, por Israel Space Agency) es la institución de Israel encargada del programa espacial de ese país. Fundada en 1983, tiene la capacidad de construir satélites, lanzarlos y seguirlos con estaciones propias de seguimiento. Su primer satélite fue lanzado en 1988. El primer astronauta israelí fue Ilan Ramon, quien participó en la misión STS-107 del Columbia como especialista de cargas en 2003, donde murió al desintegrarse la nave durante su reentrada en la atmósfera.